# 巴拉圭历史
巴拉圭历史主要可以分为以下几个时期：西班牙殖民统治时期，独立时期和现代。

## 哥伦布前时代至独立
巴拉圭原為印地安人瓜拉尼族（Guarani）定居之地，他们在此居住了将近1000多年。1525年由葡萄牙人亞歷荷·加西亞（Alejo Garcia）發現，1537年西班牙殖民團體首建亚松森市。5年後天主教耶穌會傳教士也前往该地傳教並教授當地人農牧及手工藝。1767年西班牙殖民者把耶稣会教士驱逐。18世纪，巴拉圭地區是南美洲最大的人口集中地區。

## 独裁统治和战争
1811年5月15日時巴拉圭脫離西班牙独立，由何塞·加斯帕尔·罗德里格斯·德·弗朗西亚遂行獨裁統治。罗德里格斯·弗朗西亞是在巴拉圭历史上最伟大的人物之一。他从1814年开始统治，直到1840年去世，弗朗西亚的成功几乎是凭借一己之力而建设一个强大，繁荣，安全，独立的国家。1840年法學教授卡洛斯·安東尼奧·洛佩斯（Carlos Antonio López）繼任獨裁者後，始採較開放之政策，從事農工商業各項建設。1844年巴拉圭再設議會，已初具獨立國家規模。
老洛佩斯之子弗朗西斯科·索拉諾·洛佩斯（Francisco Solano López）於1862年父死子繼掌握政權，醉心軍國主義。1865年至1870年間，巴拉圭發動了拉丁美洲史上最慘烈的戰爭——巴拉圭戰爭，在5年之間，巴拉圭因為與阿根廷、巴西和烏拉圭三國所合組的聯盟對抗作戰，折損了全國約2/3的成年男子人口與諸多领土，也造成該國在战后半世纪经济停滞。

## 自由派和科罗拉多派
早在1869年，蓝党和科罗拉多（红党）的首次出现预示着自由派和科罗拉多之间的政治竞争。从19世纪80年代后期到自由派推翻，巴拉圭政治生活以共和党全国协会-红党为主。
1904年，自由党开始掌权，这个标志着支持科罗拉多的巴西的势力下降，而阿根廷的影响力上升。1906年11月25日，老的自由派英雄贝尼格诺·费雷拉当选总统。
1932年至1935年年的大厦谷战争中，巴拉圭战胜玻利维亚，從玻國取得大片格兰查科地區。翌年巴玻戰爭之統帥何塞·費利克斯·埃斯蒂加里維亞出任總統，旋於1940年8月重頒憲法，分區治理，政治漸上軌道。

## 军事独裁
1936年的二月革命推翻了曾经赢得战争的自由党政府。
1947年巴拉圭發生為期六個月之巴拉圭內戰後由紅黨執政。1954年，屬紅黨的斯特罗斯纳將軍發動政變，同年9月當選總統，嗣獲一再連任迄1989年。

## 现代巴拉圭
1989年2月，安德烈斯·羅德里格斯將軍發動軍事政變推翻長期執政的斯特羅斯納政權。从此開始實行民主制度选举总统。